# دينيسي دوبونت
دينيسي دوبونت (بالدنماركية: Denise Dupont)‏ هي لاعبة كرلنغ دنماركية، ولدت في 24 مايو 1984 في غلوستروب في الدنمارك.

## وصلات خارجية
- دينيسي دوبونت على موقع الاتحاد الدولي للكرلنغ (الإنجليزية)
- دينيسي دوبونت على موقع اللجنة الأولمبية الدولية (الإنجليزية)
- دينيسي دوبونت على موقع أوليمبيديا (الإنجليزية)